# Loviselund
Loviselund är en stadsdel i Karlskoga, något öster om centrum. I stadsdelen ligger handelsområdet Skolgärdet där flera butiker finns att tillgå. Däribland Elgiganten, Netto, ÖoB och Intersport.
Enligt journalisten och författaren Alf Bande kommer sig namnet förmodligen av Lovisa Lagerlöf, även känd som "Tant Lovisa". Lovisa bodde nämligen i en av de bostäder som utgjorde den ursprungliga bebyggelsen.
I stadsdelen ligger Musikpalatset. Tidigare fanns här även en skola, nämligen Loviselundsskolan.